# Tricimba brunnicollis
Tricimba brunnicollis är en tvåvingeart som först beskrevs av Becker 1912.  Tricimba brunnicollis ingår i släktet Tricimba och familjen fritflugor. Inga underarter finns listade i Catalogue of Life.